# Gin en tonic

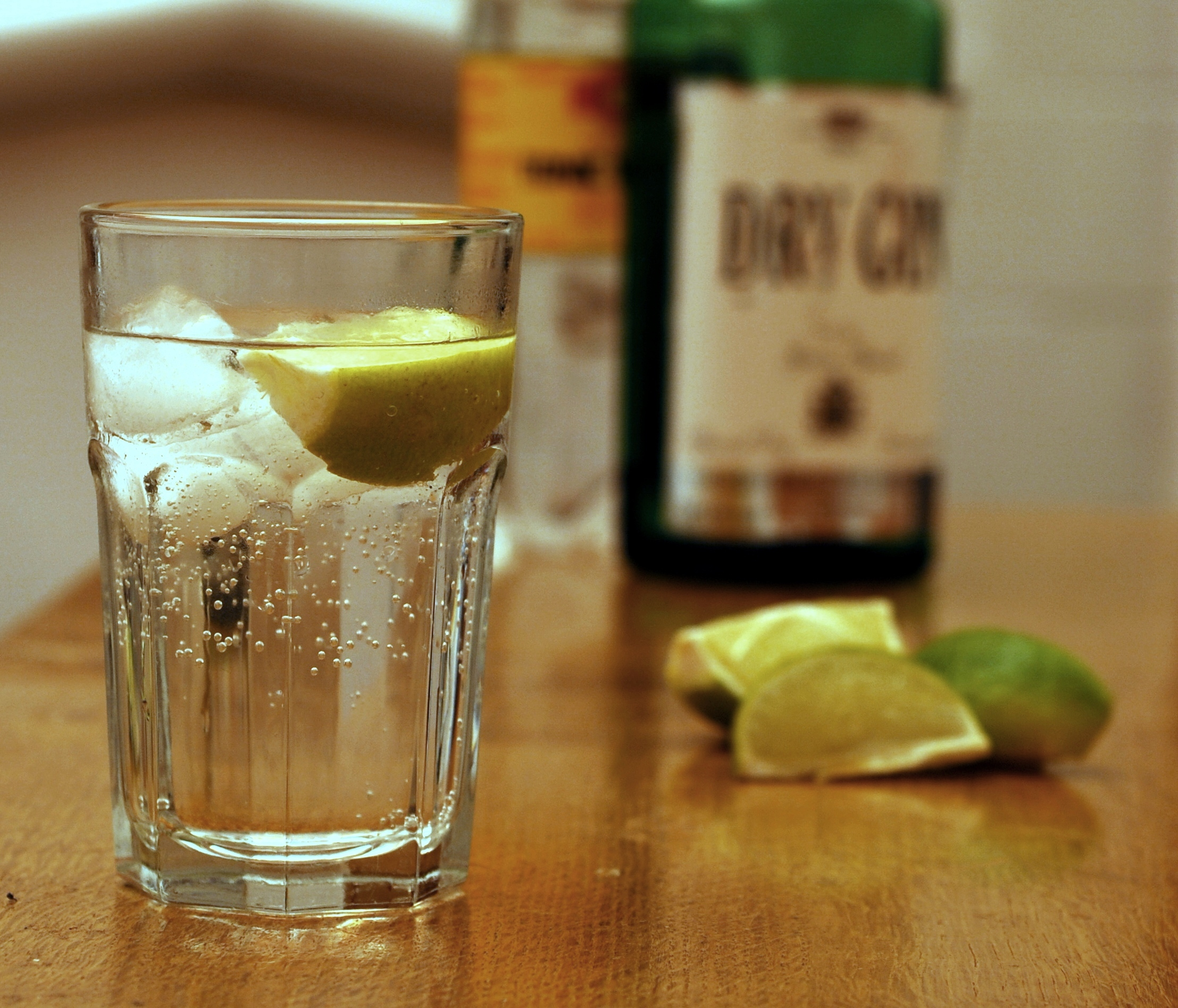
Gin en tonic, met ook de ingrediënten

Gin en tonic of gin-tonic is een cocktail op basis van gin en tonic. Meestal gebruikt men anderhalf tot twee keer zoveel tonic als gin en voegt men ijs en een schijfje citroen toe.
De cocktail werd in de achttiende eeuw geïntroduceerd in het leger van de Britse Oost-Indische Compagnie in India. De aan de tonic toegevoegde stof kinine hielp tegen malaria. De Britse officieren temperden de bittere smaak van de kinine met een mengsel van water, suiker, limoensap en gin. Het huidige tonicwater wordt tegenwoordig zoeter gemengd, met minder kinine, en is hierdoor minder bitter.